# Indie rock
Indie rock este un gen de rock alternativ, originar din Regatul Unit și Statele Unite, apărut în anii 1980.

## Artiști cheie

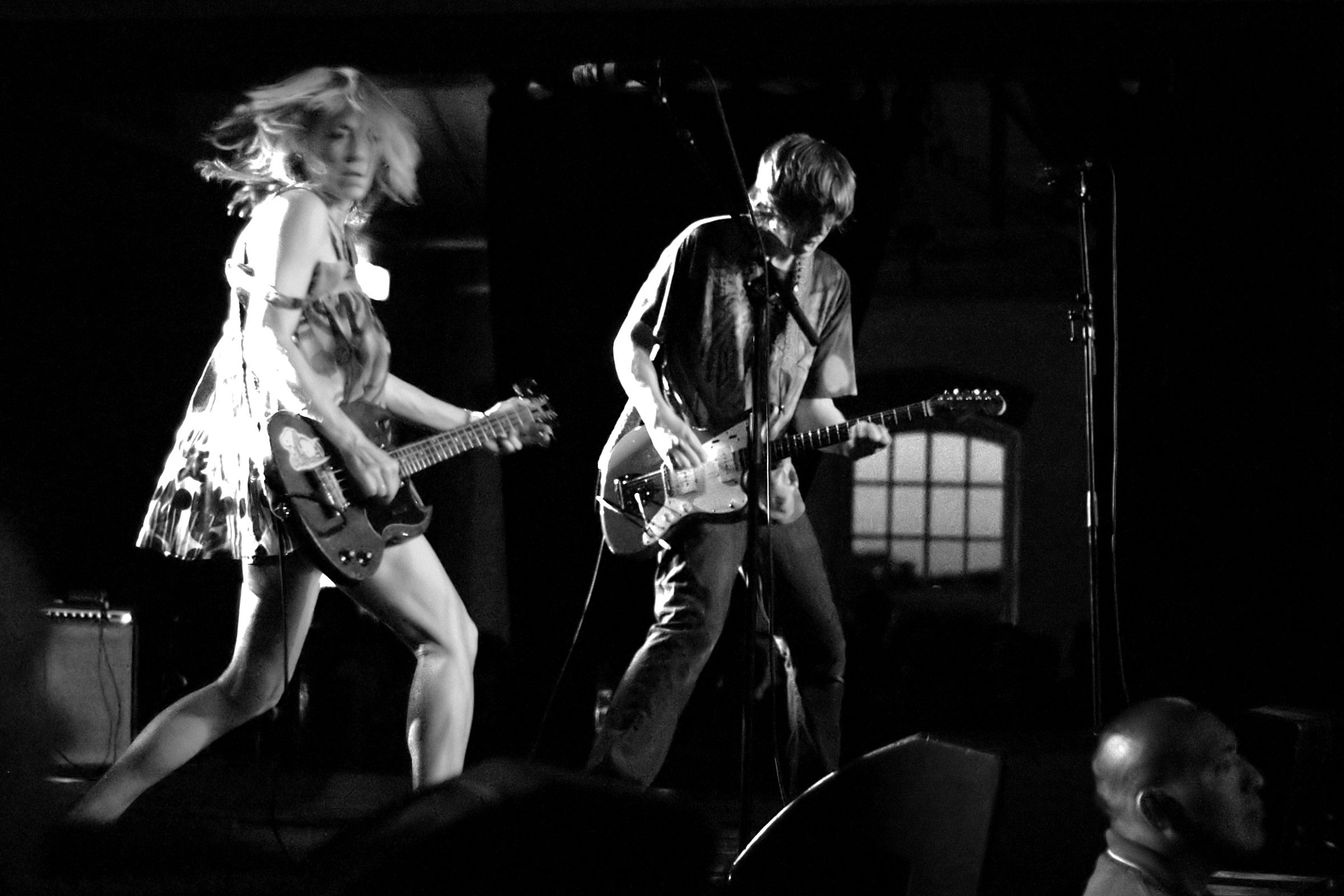
Sonic Youth

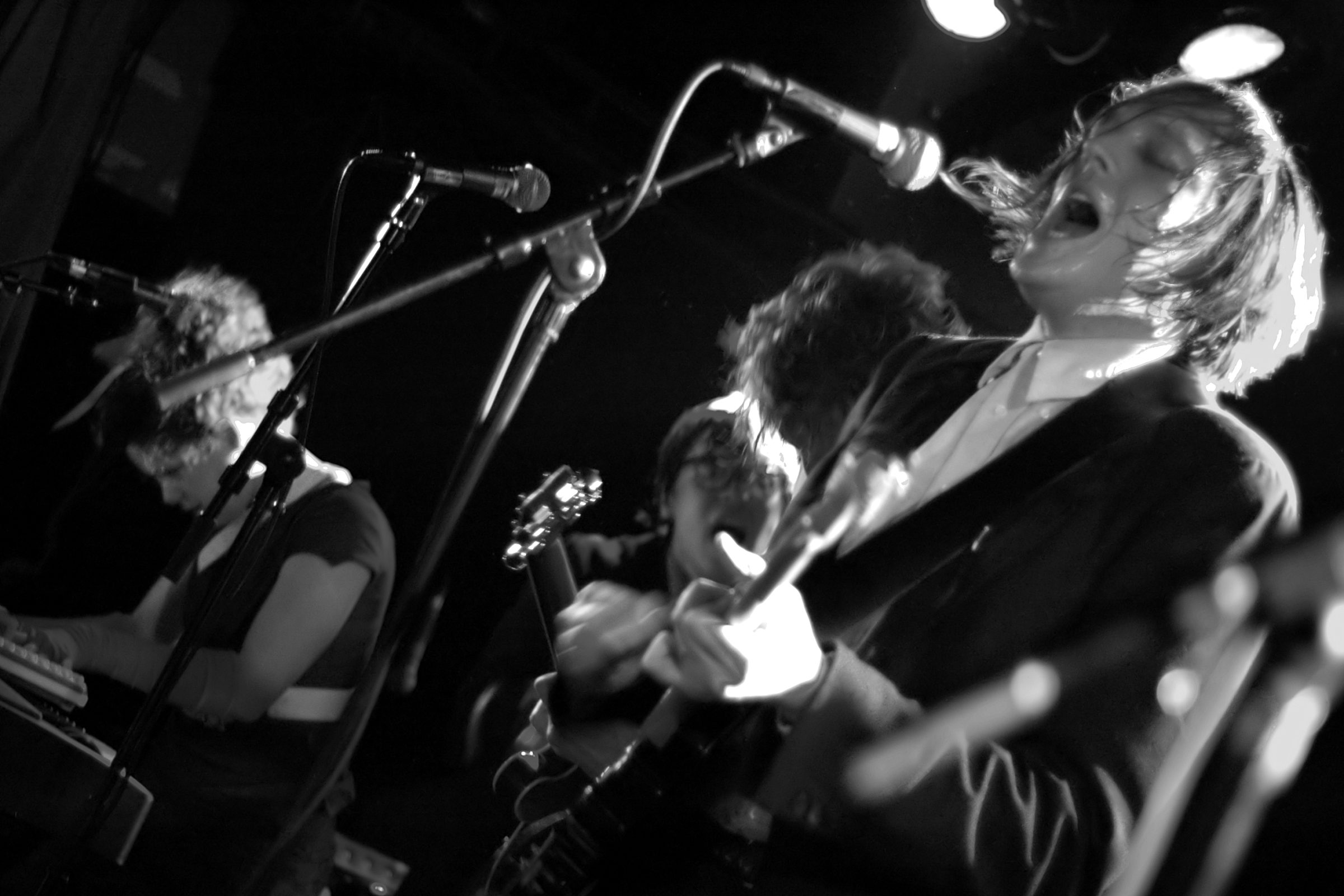
Arcade Fire

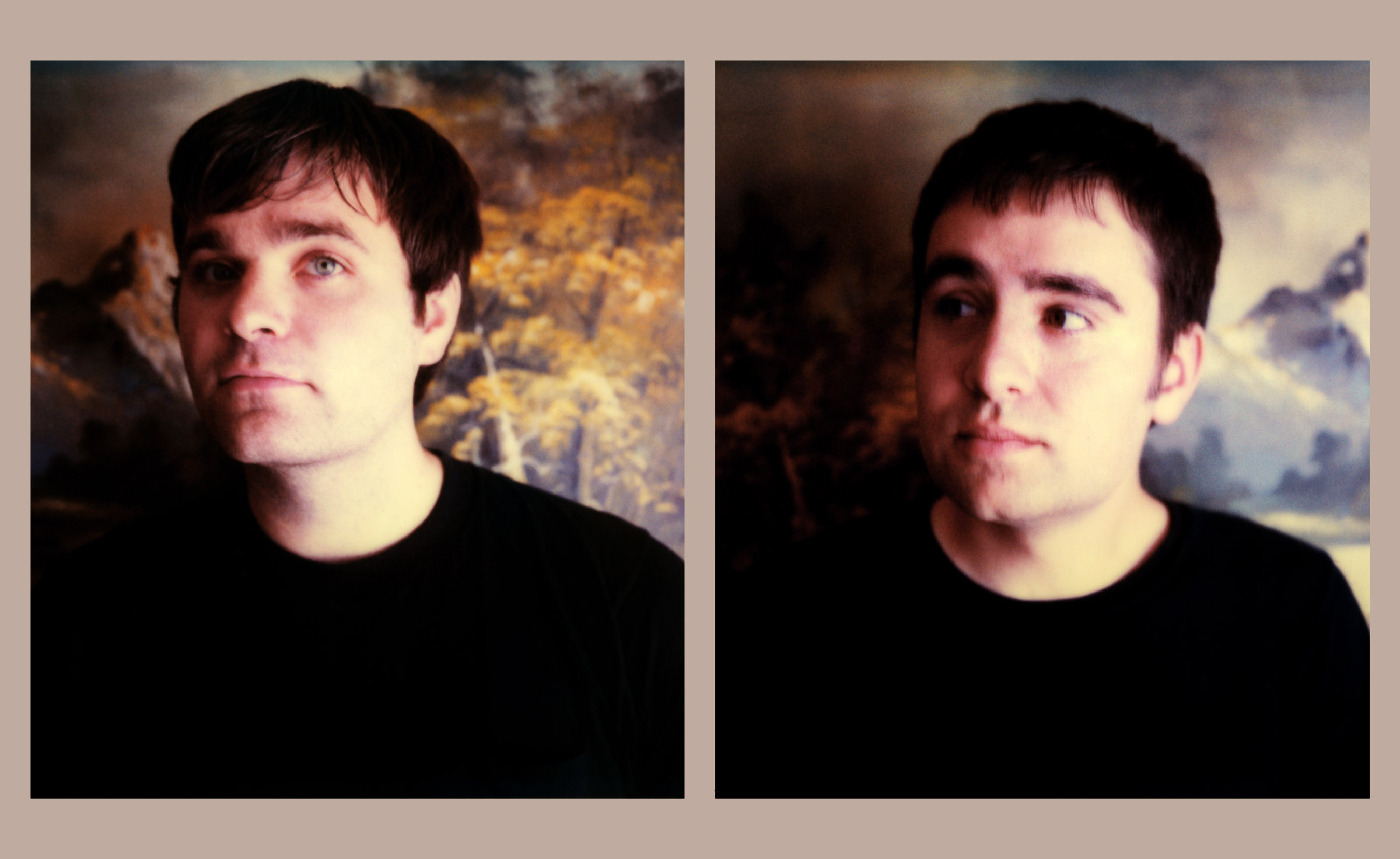
The Postal Service

Printre formațiile de bază în muzică indie rock se numără: Arcade Fire, Blonde Redhead, Dinosaur jr, The Dodos, Enon, The Go-Team, Grandaddy, Guided By Voices, Half Japanese, Killed By 9V Batteries, Pavement, Polvo, Sebadoh, Sparklehorse, Sonic Youth, Urusei Yatsura, Women și Yo La Tengo.
Formatia Foster the people e reprezentativă în ultimul deceniu pentru acest gen muzical.